# Margarodes
Margarodes är ett släkte av insekter. Margarodes ingår i familjen pärlsköldlöss.

## Dottertaxa tillMargarodes, i alfabetisk ordning[1]
- Margarodes aurelianus
- Margarodes australis
- Margarodes basrahensis
- Margarodes capensis
- Margarodes carvalhoi
- Margarodes chukar
- Margarodes congolensis
- Margarodes dactyloides
- Margarodes floridanus
- Margarodes formicarum
- Margarodes gallicus
- Margarodes gimenezi
- Margarodes greeni
- Margarodes morrisoni
- Margarodes newsteadi
- Margarodes papillosus
- Margarodes paulistus
- Margarodes peringueyi
- Margarodes perrisii
- Margarodes prieskaensis
- Margarodes rileyi
- Margarodes ruber
- Margarodes salisburiensis
- Margarodes similis
- Margarodes sinensis
- Margarodes trimeni
- Margarodes upingtonensis
- Margarodes williamsi
- Margarodes vitis
- Margarodes vredendalensis